# Violet Hill
"Violet Hill" is de eerste single van het vierde album Viva La Vida Or Death And All His Friends van de Britse rockgroep Coldplay. Het nummer kwam uit op 29 april 2008. "Violet Hill" was een week lang te downloaden via de officiële website van Coldplay. De reguliere release volgde op 6 mei 2008.
Het Britse muziekblad NME leverde op 7 mei een 7" vinylexemplaar van de single mee met hun blad. Op de B-kant staat het nummer "A Spell a Rebel Yell".
Op 10 mei kwam het liedje binnen op de nummer 1-positie in de Nederlandse Mega Top 50, alvorens het uitkwam als single. Ook kwam het nummer op 1 terecht in de Kink 40 van Kink FM.

## Tracklist
7" vinyl (gelimiteerde editie)
1. "Violet Hill" (albumversie) - 3:49
2. "A Spell a Rebel Yell" - 2:40

Promo
1. "Violet Hill" (radio edit) – 3:21

Cd Continental Europe Only
1. "Violet Hill" - 3:50
2. "Lost?" (alternatieve versie) - 3:40

## Hitnotering
| Violet Hill in de Nederlandse Top 40 - binnen: 17 mei 2008 | Violet Hill in de Nederlandse Top 40 - binnen: 17 mei 2008 | Violet Hill in de Nederlandse Top 40 - binnen: 17 mei 2008 | Violet Hill in de Nederlandse Top 40 - binnen: 17 mei 2008 | Violet Hill in de Nederlandse Top 40 - binnen: 17 mei 2008 | Violet Hill in de Nederlandse Top 40 - binnen: 17 mei 2008 | Violet Hill in de Nederlandse Top 40 - binnen: 17 mei 2008 | Violet Hill in de Nederlandse Top 40 - binnen: 17 mei 2008 | Violet Hill in de Nederlandse Top 40 - binnen: 17 mei 2008 | Violet Hill in de Nederlandse Top 40 - binnen: 17 mei 2008 | Violet Hill in de Nederlandse Top 40 - binnen: 17 mei 2008 | Violet Hill in de Nederlandse Top 40 - binnen: 17 mei 2008 |
| Week                                                       | 01                                                         | 02                                                         | 03                                                         | 04                                                         | 05                                                         | 06                                                         | 07                                                         | 08                                                         | 09                                                         | 10                                                         | 11                                                         |
| ---------------------------------------------------------- | ---------------------------------------------------------- | ---------------------------------------------------------- | ---------------------------------------------------------- | ---------------------------------------------------------- | ---------------------------------------------------------- | ---------------------------------------------------------- | ---------------------------------------------------------- | ---------------------------------------------------------- | ---------------------------------------------------------- | ---------------------------------------------------------- | ---------------------------------------------------------- |
| Nummer                                                     | 28                                                         | 12                                                         | 9                                                          | 10                                                         | 10                                                         | 12                                                         | 15                                                         | 15                                                         | 20                                                         | 35                                                         | uit                                                        |

## NPO Radio 2 Top 2000
| Nummer met noteringen in de NPO Radio 2 Top 2000 | '11 | '12 | '13 | '14  | '15  | '16  | '17  | '18  | '19  |
| ------------------------------------------------ | --- | --- | --- | ---- | ---- | ---- | ---- | ---- | ---- |
| Violet Hill                                      | 767 | 876 | 780 | 1219 | 1187 | 1566 | 1604 | 1732 | 1999 |

1. ↑  Een vetgedrukt getal geeft de hoogste notering aan.
2. ↑  2011 was het eerste jaar met een notering voor dit nummer.
3. ↑  Deze tabel is bijgewerkt tot en met de laatste editie (2024).